# Mutnal, Gokak
Mutnal là một làng thuộc tehsil Gokak, huyện Belgaum, bang Karnataka, Ấn Độ.